# Magdalensee

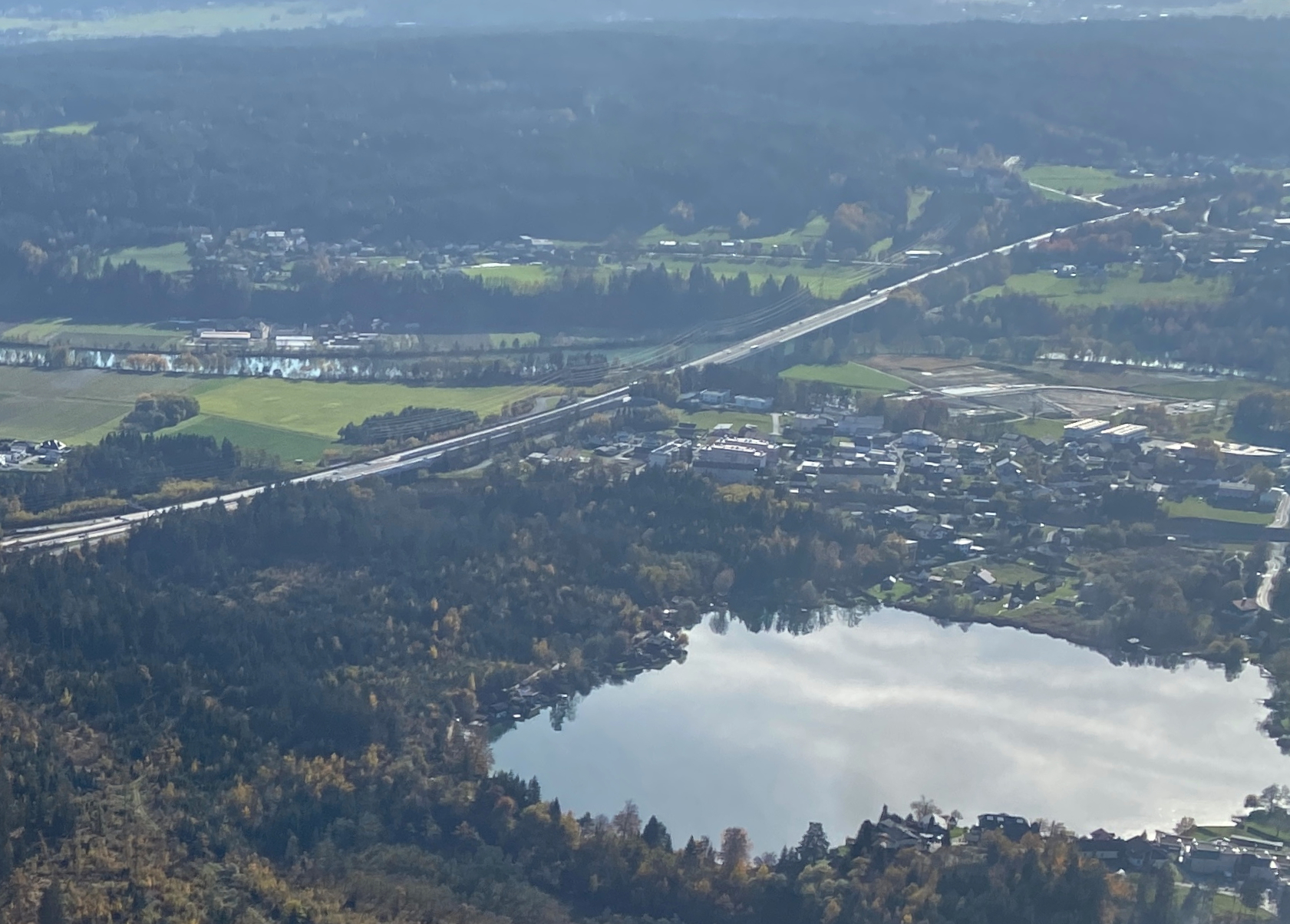
Luftaufnahme des Magdalensee (Vordergrund)

Der Magdalensee ist ein 14 ha großer See in Kärnten, der sich im Gemeindegebiet der Stadt Villach befindet. Der See liegt in einer flachen Mulde südwestlich einer Schotterterrasse. Seine theoretische Wassererneuerungszeit beträgt 3,6 Monate. Da er nur durch Grundwasser gespeist wird, ist sein Einzugsgebiet nur 0,6 km² groß.
Am Ufer des Sees befindet sich der Villacher Ortsteil St. Magdalen.

## Tiere im Magdalensee
Im Magdalensee kommen folgende 12 Fischarten vor:
- Aitel (Leuciscus cephalus)
- Amurkarpfen (Ctenopharyngodon idella)
- Barsch (Perca fluviatilis)
- Brachse (Abramis brama)
- Hecht (Esox lucius)
- Karpfen (Cyprinus carpio)
- Laube (Alburnus alburnus)
- Rotauge (Rutilus rutilus)
- Rotfeder (Scardinius erythrophthalmus)
- Schleie (Tinca tinca)
- Wels (Silurus glanis)

Die ursprünglich ebenfalls im Magdalensee lebenden Aale und Zander kommen mittlerweile nicht mehr vor.